# 蒂宾根县
蒂宾根县（德語：Landkreis Tübingen）是德国巴登-符腾堡州中部的一个县，隶属于蒂宾根行政区，首府蒂宾根。

## 地理
蒂宾根县北面与伯布林根县，东面与罗伊特林根县，南面与措伦阿尔布县，西面与弗罗伊登施塔特县，西北面与卡尔夫县相邻。